# Rhyacophila loxias
Rhyacophila loxias là một loài Trichoptera trong họ Rhyacophilidae. Chúng phân bố ở miền Cổ bắc.